# アミール・ホスロー
アブルハサン・ヤミーヌッディーン・フスロー（ウルドゥー語:ابوالحسن یمین‌الدین خسرو、ヒンディー語:अबुल हसन यमीनुद्दीन ख़ुसरौ）、通称アミール・フスロー（ウルドゥー語:امیر خسرو、ヒンディー語:अमीर ख़ुसरो、ラテン文字表記:Amir Khusrow（KhusrauまたはKhusroとも）、1253年 - 1325年）は、インドのパンジャーブ地方、パティヤーラ出身の詩人、音楽家、芸術家、歴史家。アミール・ホスローとも呼ばれる。
民族叙事詩、神秘主義、歴史を主題に叙事詩や叙情詩を多く作った。
カッワーリーの創始者とされ、中世のインドに於いて最大の詩人として「インドの鸚鵡」の異名で名高く、ペルシア語、ウルドゥー語、ヒンドゥスターニー語などを混ぜたマカロニックを好んだ。
イスラーム王朝のデリー・スルターン朝（奴隷王朝、ハルジー朝、トゥグルク朝）のスルターンに仕え、13世紀から14世紀にかけてのチシュティー派イスラム神秘主義聖者であるニザームッディーン・アウリヤーの愛弟子で、ニザームッディーンの信奉者であった。
またアミール・ホスローは音楽家としてもシタール、タブラ、ガザルを13世紀にもたらし、ヒンドゥースターニー音楽の基礎を築いたとされている。

## 生涯

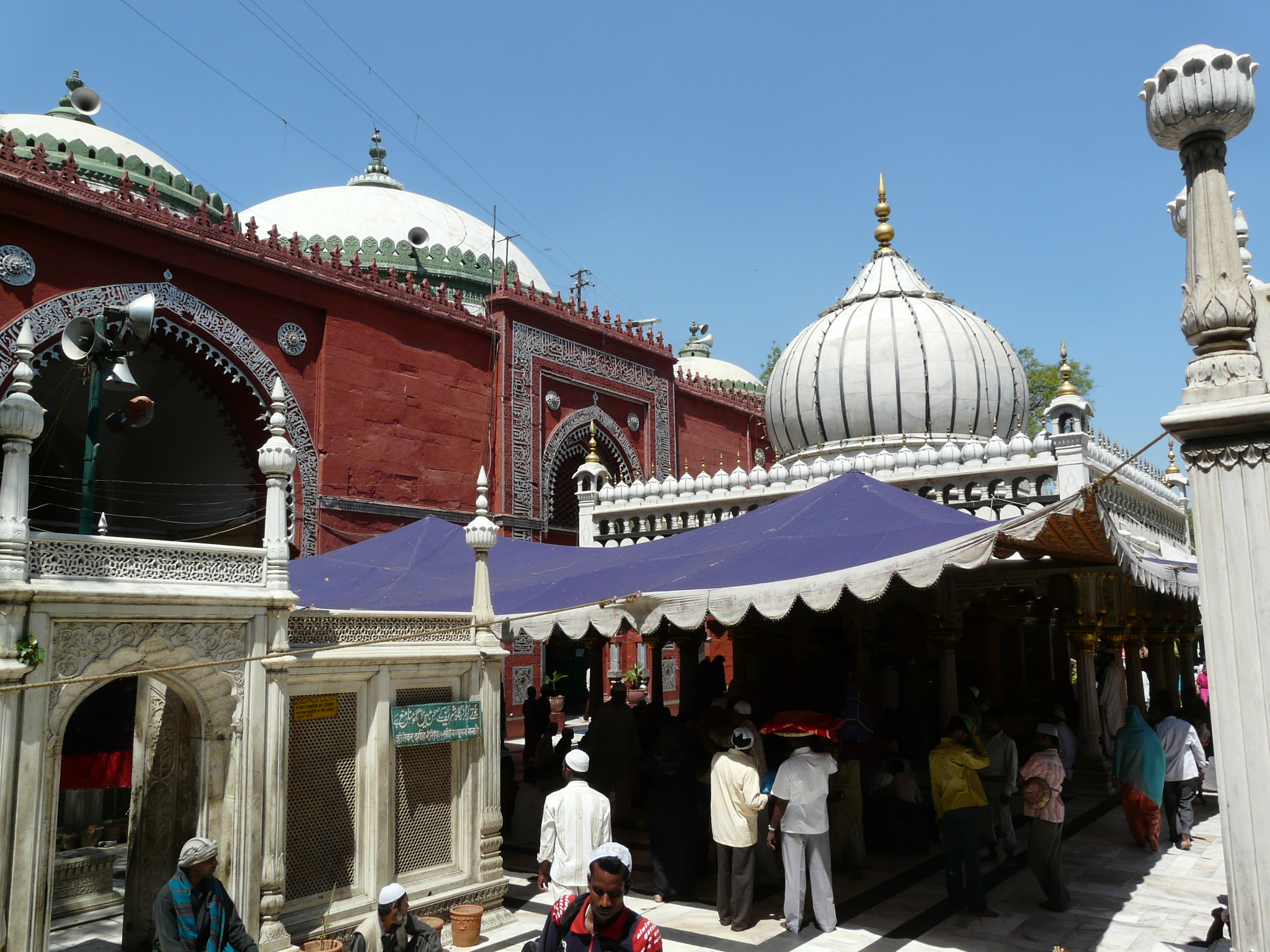
ニザームッディーン廟

1253年、北インドのパティヤーラーにテュルク人で武将の父、アミール・サイフッディーン・マフムード（Amīr Sayf ud-Dīn Mahmūd）と奴隷王朝第9代スルターンのギヤースッディーン・バルバンの義理の娘である母ラワット（Rawat Arz）の元に生まれた。若い頃から既に詩の才能に優れていたとされる。
1260年に父が亡くなると母と共にデリーに移った。
1271年、最初のディーワーン『Tuhfatus-Sighr』を著す。
1272年に、時のスルタンであったギヤースッディーン・バルバンの甥、マリク（Malik Chhajju）に宮廷詩人として仕えた。
1276年にはバルバンの息子、ブグラー・ハーン（Bughra Khan）にマリクと同様に詩人として仕えた。
1279年、2作目のディーワーン『Wastul-Hayat』を著している時にベンガル地方を訪れる。
1281年にはバルバンの次男であるスルターン・ムハンマド（Sultan Muhammad）と共にムルターンを訪れる。
1285年に兵士としてモンゴル帝国との侵略戦争に参戦するものの捕虜になるが、逃げることに成功した。
1287年、パトロンのアミール（Ameer Ali Hatim）と共にアワドを訪れる。
1288年、最初のマスナヴィー『Qiranus-Sa'dain』を著す。
1290年にハルジー朝の創始者であるジャラールッディーン・ハルジーが権力を持つと2作目のマスナヴィー『Miftahul Futooh』を著し始めた。
1294年、3作目のジワン『Ghurratul-Kamal』を著す。
1295年にハルジー朝第3代スルターンのアラー・ウッディーン・ハルジーはグジャラート州とデーヴァギリを侵略した。
1298年、母と弟を亡くし、『Khamsa-e-Nizami』を著す。同年から1301年にかけてペルシアの詩人であるニザーミー・ギャンジェヴィーに倣い、5部作からなるロマンス叙事詩『光の上昇』『シーリーンとホスロー』『アレクサンダーの鏡』『マジュヌーンとライラー』『八天国』を著した。
1301年にアラー・ウッディーン・ハルジーがランタンボール、マールワー、チットールガルを攻撃した際にアミール・ホスローはランタンボール城を巡る攻防戦を鮮烈な描写で記した。
1310年にはニザームッディーンと親しくなり、『Khazain-ul-Futuh』を著した。
1316年にアラー・ウッディーン・ハルジーが亡くなると3作目のマスナヴィーでロマン主義的な詩『Duval Rani-Khizr Khan』を著す。また同年、クトゥブッディーン・ムバーラク・シャーがハルジー朝第5代スルターンになると4作目のマスナヴィー『Noh-Sepehr』を著した。
1321年、ムバラク・ハルジー（Mubarak Khilji）が殺されるとトゥグルク朝の創始者であるギヤースッディーン・トゥグルクが権力を持つようになり、『Tughluqnama』を著した。
1325年にトゥグルク朝第2代スルターンのムハンマド・ビン・トゥグルクがトゥグルク朝を治めていた時にニザームッディーンが亡くなり、その6ヶ月後にアミール・ホスローも後を追うようにして亡くなった。なお、デリーにあるニザームッディーン廟内にアミール・ホスローの墓がある。